# Гробово
Гро́бово (рос. Гробово) — село у складі Балейського району Забайкальського краю, Росія. Входить до складу Нижньоільдіканського сільського поселення.

## Населення
Населення — 133 особи (2010; 193 у 2002).
Національний склад (станом на 2002 рік):
- росіяни — 99 %